# Сломково (Мазовецьке воєводство)
Сломково (пол. Słomkowo) — село в Польщі, у гміні Старожреби Плоцького повіту Мазовецького воєводства.
Населення — 66 осіб (2011).
У 1975-1998 роках село належало до Плоцького воєводства.

## Демографія
Демографічна структура станом на 31 березня 2011 року:
|          | Загалом | Допрацездатний вік | Працездатний вік | Постпрацездатний вік |
| -------- | ------- | ------------------ | ---------------- | -------------------- |
| Чоловіки | 31      | 5                  | 22               | 4                    |
| Жінки    | 35      | 10                 | 15               | 10                   |
| Разом    | 66      | 15                 | 37               | 14                   |